# 武田英子 (作家)
武田 英子（たけだ えいこ、1930年 - 2006年）は、日本の童話作家。

## 経歴
1930年東京都生まれ。1969年に『海のかがり火』で第10回児童文学新人賞を受賞。日本児童文学者協会・戦争と平和を考える会会員。児童文学を手がける一方、アメリカから日本に向けて寄贈された、友情人形（日本では「青い目の人形」と呼ばれている）に関する調査・研究の第一人者でもあった。2006年7月死去。

## 著書
- 『海のかがり火』講談社、1970年2月。
- 『火取り坊のはなし』びわの実文庫、1971年4月25日。（童話雑誌『びわの実学校』第46号）
- 『塩待峠の白い石』びわの実文庫、1975年11月7日。（童話雑誌『びわの実学校』第72号）
- 『吹きつけわらしこ』びわの実文庫、1976年5月7日。（童話雑誌『びわの実学校』第75号）
- 『海のゆりかご』びわの実文庫、1977年3月7日。（童話雑誌『びわの実学校』第80号）
- 『海からきた少年兵』銀の鈴社、1977年6月。ISBN 978-4-8778-6280-0。
- 『山こぞうの歌』小学館、1979年3月。ISBN 978-4-0928-9004-6。
- 『ほいさかぎつね』中央共同募金会、1979年9月。
- 『青い目の人形メリーちゃん (小学館のノンフィクション童話 11)』小学館、1979年12月。ISBN 978-4-0928-6011-7。
- 『おにべのかけはし』さ・え・ら書房、1980年10月。ISBN 978-4-378-03501-7。
- 『八方にらみねこ』講談社、1981年。ISBN 978-4-0612-7288-0。 - 第4回絵本にっぽん賞、第19回ボローニャ国際児童図書展エルバ賞受賞。
- 『ガラスのねずみ』太平出版社、1981年4月。
- 『なぞのアメリカ人形』佼成出版社、1981年6月。ISBN 978-4-3330-1019-6。
- 『かもとりごんべえ (1981年) (漢字で読める日本の昔話絵本)』公文数学研究センター、1981年6月。ISBN 978-4-8757-6054-2。
- 『青い目をしたお人形は』太平出版社、1981年8月6日。 - 1983年11月12日にTBSテレビにてドラマ化された。
- 『頭に柿の木 (漢字で読める日本の昔話絵本)』くもん出版、1981年11月。ISBN 978-4-8757-6085-6。
- 『なのはなむすめ 学研おはなしえほん』学習研究社、1983年3月。
- 『青い目をしたお人形ベティ 大平・新創作童話6』太平出版社、1983年7月。(「先生の秘密」NHK松江放送局　青山草太、戸田菜穂、織本順吉主演作の劇中本、作画､おおた慶文)ISBN 978-4803117066
- 『おやゆびひめ（せかいの名作1）』チャイルド本社、1984年1月1日。
- 『青い目の人形 (Little Mary THE Blue)』山口書店、1984年4月。ISBN 978-4-8411-1419-5。
- 『七夕の願い海を越えて―三千三百枚の平和の短冊』ドメス出版、1985年7月。ISBN 978-4-8107-0209-5。 - 平和の願いを込めた短冊が1982年の国際連合軍縮特別総会の代表団に託される経緯を記した物語[5]。
- 『七夕にねがいをこめて―アンネの声がきこえる (愛と勇気のノンフィクション (3))』岩崎書店、1985年7月10日。ISBN 978-4-2650-1303-6。
- 『青い目の人形－写真資料集』山口書店、1985年8月5日。ISBN 978-4-8411-0105-8。
- 『みさきがらす』講談社、1987年。ISBN 4-061-31853-5。
- 『地図から消された島 : 大久野島毒ガス工場』ドメス出版、1987年5月。
- 『ゆきかきざっくりざっくりこ 学研おはなしえほん』学習研究社、1988年。
- 『ふきつけわらしこ（おはなしチャイルド第156号）』チャイルド本社、1988年3月。
- 『地図にない島へ』農山漁村文化協会、1990年7月。ISBN 4-540-90045-5。
- 『残留のチチハルから日本へ : 中国残留婦人の記録』1992年2月。
- 『いくさ世(ゆー)にいのち支えて : 沖縄戦を生きた助産婦の記録』ドメス出版、1992年9月。ISBN 4-8107-0343-6。
- 『友情の人形は海をこえて』「友情の人形」絵本出版委員会、ドメス出版、1997年3月15日。ISBN 4-8107-0455-6。
- 『人形たちの懸け橋―日米親善人形たちの二十世紀』小学館文庫、1998年。ISBN 978-4094027211。
- 『八方にらみねこ 講談社の創作絵本』講談社、2003年1月。ISBN 4-06-132265-6。

## 参考資料
- 武田英子『青い目の人形－写真資料集』 山口書店
- 宮城県における友情人形調査報告書 - みやぎ「青い目の人形」を調査する会